# Fairdale (Dakota del Nord)
Fairdale és una població dels Estats Units a l'estat de Dakota del Nord. Segons el cens del 2000 tenia 51 habitants.

## Demografia
Segons el cens del 2000, Fairdale tenia 51 habitants, 26 habitatges, i 15 famílies. La densitat de població era de 63,5 hab./km².
Dels 26 habitatges en un 19,2% hi vivien nens de menys de 18 anys, en un 50% hi vivien parelles casades, en un 0% dones solteres, i en un 42,3% no eren unitats familiars. En el 42,3% dels habitatges hi vivien persones soles el 23,1% de les quals corresponia a persones de 65 anys o més que vivien soles. El nombre mitjà de persones vivint en cada habitatge era d'1,96 i el nombre mitjà de persones que vivien en cada família era de 2,67.
Per edats la població es repartia de la següent manera: un 17,6% tenia menys de 18 anys, un 2% entre 18 i 24, un 25,5% entre 25 i 44, un 15,7% de 45 a 60 i un 39,2% 65 anys o més.
L'edat mediana era de 58 anys. Per cada 100 dones de 18 o més anys hi havia 110 homes.
La renda mediana per habitatge era d'11.250 $ i la renda mediana per família de 29.583 $. Els homes tenien una renda mediana de 26.250 $ mentre que les dones 10.833 $. La renda per capita de la població era de 9.822 $. Cap de les famílies i el 24,1% de la població estaven per davall del llindar de pobresa.

## Poblacions més properes
El següent diagrama mostra les poblacions més properes.